# Parapenia nigroapicalis
Parapenia nigroapicalis là một loài bọ cánh cứng trong họ Elateridae. Loài này được Suzuki miêu tả khoa học năm 1982.